# (37292) 2001 AN34
2001 AN34 (asteroide 37292) é um asteroide da cintura principal. Possui uma excentricidade de 0.10622410 e uma inclinação de 13.75831º.
Este asteroide foi descoberto no dia 4 de janeiro de 2001 por LINEAR em Socorro.